# Liste des sites et monuments classés de la wilaya de Constantine
Cet article présente une liste des sites et monuments classés de la wilaya de Constantine, en Algérie.

## Liste
| Id    | Identification du bien | Datation                                        | Commune        | Coordonnées                      | Catégorie du classement                     | Mesures et date de protection | Date de publication au Journal Officiel | Illustration    |                       |
| ----- | --- | ----------------------------------------------- | -------------- | -------------------------------- | ------------------------------------------- | --- | --------------------------------------- | --------------- | --------------------- |
| 25-1  | Aqueduc Romain | Antique                                         | Constantine    | 36° 21′ 01″ nord, 6° 37′ 03″ est | Classé                                      | Classé parmi les sites et monuments historiques en (L.1900), Conformément à l'article 62 de l'ordonnance N° 67-281 du 20/12/1967                                                   | N° 07 du 23/01/1968                     | Image manquante | Télécharger une image |
| 25-2  | Dolmens de Salluste, situés auprès de l'emplacement des anciens jardins de Constantine, à peu de distance de Constantine (Bien culturel protégé disparu) | Protohistorique                                 | Constantine    | à géolocaliser                   | Classé                                      | Classé parmi les sites et monuments historiques en date du 27/09/1911, Conformément à l'article 62 de l'ordonnance N° 67-281 du 20/12/1967                                         | N° 07 du 23/01/1968                     | Image manquante | Télécharger une image |
| 25-3  | Dolmens et cromlechs au lieu dit Djebel Mazala | Protohistorique                                 | Ouled Rahmoune | à géolocaliser                   | Classé                                      | Classé parmi les sites et monuments historiques en (L.1900), Conformément à l'article 62 de l'ordonnance N° 67-281 du 20/12/1967                                                   | N° 07 du 23/01/1968                     | Image manquante | Télécharger une image |
| 25-4  | Dolmens et cromlechs au lieu-dit Djebel Ksaibi (Bien culturel protégé disparu)                                                                           | Protohistorique                                 | Ouled Rahmoune | à géolocaliser                   | Classé                                      | Classé parmi les sites et monuments historiques en (L.1900), Conformément à l'article 62 de l'ordonnance N° 67-281 du 20/12/1967                                                   | N° 07 du 23/01/1968                     | Image manquante | Télécharger une image |
| 25-5  | Fragments Antiques et inscription dans le square | Antique                                         | Constantine    | à géolocaliser                   | Classé                                      | Classé parmi les sites et monuments historiques en (L.1900), Conformément à l'article 62 de l'ordonnance N° 67-281 du 20/12/1967                                                   | N° 07 du 23/01/1968                     | Image manquante | Télécharger une image |
| 25-6  | Inscription des martyres Saint Jacques et Saint Marien (Bien culturel protégé disparu)                                                                   | Antique                                         | Constantine    | à géolocaliser                   | Classé                                      | Classé parmi les sites et monuments historiques en (L.1900), Conformément à l'article 62 de l'ordonnance N° 67-281 du 20/12/1967                                                   | N° 07 du 23/01/1968                     | Image manquante | Télécharger une image |
| 25-7  | Mausolée Gréco-Punique appelé Soumâa | Antique                                         | El Khroub      | 36° 16′ 20″ nord, 6° 43′ 31″ est | Classé                                      | Classé parmi les sites et monuments historiques en (L.1900), Conformément à l'article 62 de l'ordonnance N° 67-281 du 20/12/1967                                                   | N° 07 du 23/01/1968                     |                 | Télécharger une image |
| 25-8  | Mosaïque de Penthésilée découverte aux Ouled Agla et déposée à la préfecture de Constantine                                                              | Antique                                         | Constantine    | à géolocaliser                   | Classé                                      | Classé parmi les objets mobiliers classés en date du 20/12/1967, Conformément à l'article 62 de l'ordonnance N° 67-281 du 20/12/1967                                               | N°07 du 23/01/1968                      | Image manquante | Télécharger une image |
| 25-9  | Mosquée de Sidi Lakhdar | Médiévale                                       | Constantine    | à géolocaliser                   | Classé                                      | Classé parmi les sites et monuments historiques en date du 05/01/1905, Conformément à l'article 62 de l'ordonnance N° 67-281 du 20/12/1967                                         | N° 07 du 23/01/1968                     | Image manquante | Télécharger une image |
| 25-10 | Mosquée de Souk El Ghezel (ex-Cathédrale Notre-Dame-des-Sept-Douleurs de Constantine )                                                                   | Moderne (XVIII° siècle) modifiée au XIX° siècle | Constantine    | 36° 22′ 02″ nord, 6° 36′ 42″ est | Classé                                      | Classé parmi les sites et monuments historiques en date du 27/04/1903, Conformément à l'article 62 de l'ordonnance N° 67-281 du 20/12/1967                                         | N° 07 du 23/01/1968                     |                 | Télécharger une image |
| 25-11 | Objets Antiques déposés au musée de Constantine appartenant à l'Etat                                                                                     | Antique                                         | Constantine    | à géolocaliser                   | Classé                                      | Classé parmi les objets mobiliers classés en date du 20/12/1967, Conformément à l'article 62 de l'ordonnance N° 67-281 du 20/12/1967                                               | N°07 du 23/01/1968                      | Image manquante | Télécharger une image |
| 25-12 | Palais Ahmed Bey | Médiévale                                       | Constantine    | 36° 22′ 04″ nord, 6° 36′ 42″ est | Classé                                      | Classé parmi les sites et monuments historiques en date du 21/03/1934, Conformément à l'article 62 de l'ordonnance N° 67-281 du 20/12/1967                                         | N° 07 du 23/01/1968                     |                 | Télécharger une image |
| 25-13 | Partie de l'ancienne médersa qui renferme les tombeaux de Salah-Bey et de sa famille                                                                     | Médiévale                                       | Constantine    | à géolocaliser                   | Classé                                      | Classé parmi les sites et monuments historiques en date du 17/07/1913, Conformément à l'article 62 de l'ordonnance N° 67-281 du 20/12/1967                                         | N° 07 du 23/01/1968                     | Image manquante | Télécharger une image |
| 25-14 | Pont Romain d'Antonin | Antique                                         | Constantine    | 36° 22′ 08″ nord, 6° 37′ 05″ est | Classé                                      | Classé parmi les sites et monuments historiques en date du 25/07/1950, Conformément à l'article 62 de l'ordonnance N° 67-281 du 20/12/1967                                         | N° 07 du 23/01/1968                     | Image manquante | Télécharger une image |
| 25-15 | Prison d'EL Koudia | Contemporaine                                   | Constantine    | à géolocaliser                   | Classé                                      | Inscrit sur l'inventaire général des biens culturels immobiliers par arrêté du 14/07/2007, après avis favorable de la commission nationale des biens culturels tenu le 12/10/2006. | N° 60 du 26/09/2007                     | Image manquante | Télécharger une image |
| 25-16 | Théâtre régional de Constantine | Contemporaine                                   | Constantine    | à géolocaliser                   | Classé                                      | Classé sur la liste des biens culturels par arrêté du 17/03/2010, après avis conforme de la commission nationale des biens culturels.                                              | N° 27 du 25/04/2010                     | Image manquante | Télécharger une image |
| 25-17 | Tiddis | Antique                                         | Beni Hamiden   | à géolocaliser                   | Classé                                      | Inscrit sur l'inventaire général des biens culturels immobiliers par arrêté du 14/07/2007, après avis favorable de la commission nationale des biens culturels tenu le 12/10/2006. | N° 60 du 26/09/2007                     |                 | Télécharger une image |
| 25-18 | Tombeau de Praecillius (Bien culturel protégé disparu)                                                                                                   | Antique                                         | Constantine    | à géolocaliser                   | Classé                                      | Classé parmi les sites et monuments historiques en (L.1900), Conformément à l'article 62 de l'ordonnance N° 67-281 du 20/12/1967                                                   | N° 07 du 23/01/1968                     | Image manquante | Télécharger une image |
| 25-19 | Mausolée Sidi Mohamed El Ghourab | Moderne                                         | Constantine    | à géolocaliser                   | Inscription sur l'inventaire supplémentaire | Inscrit sur l'inventaire supplémentaire Arrêté signé par le wali N° 801 du 16/05/2011                                                                                              | Arrêté non pub au journal officiel      | Image manquante | Télécharger une image |
| 25-20 | Zaouïa Rahmania | Moderne                                         | Constantine    | à géolocaliser                   | Inscription sur l'inventaire supplémentaire | Inscrit sur l'inventaire supplémentaire Arrêté signé par le wali N°1434 du 22/01/2012                                                                                              | Arrêté non pub au journal officiel      | Image manquante | Télécharger une image |
| 25-21 | Vieille ville de Constantine | Médiévale                                       | Constantine    | à géolocaliser                   | Secteur sauvegardé                          | Créé et délimité en secteur sauvegardé par Décret Exécutif n° 05-208 du 04/06/2005, après avis favorable de la commission nationale des biens culturels tenu le 05/04/2004.        | N° 39 du 05/06/2005                     |                 | Télécharger une image |
| 25-22 | Gorges du Rhummel | Aucune datation                                 | Constantine    | à géolocaliser                   | Sites naturels                              | Classé Parmi les Sites et monuments naturels en date du 20/01/1928, Conformément à l'article 62 de l'ordonnance N° 67-281 du 20/12/1967                                            | N° 07 du 23/01/1968                     |                 | Télécharger une image |